# Kappa2 Sagittarii
Kappa2 Sagittarii (κ2  Sagittarii, förkortat Kappa2 Sgr, κ2  Sgr) som är stjärnans Bayerbeteckning, är en dubbelstjärna belägen i den sydöstra delen av stjärnbilden Skytten. Den har en kombinerad skenbar magnitud på 5,64 och är svagt synlig för blotta ögat där ljusföroreningar ej förekommer. Baserat på parallaxmätning inom Hipparcosuppdraget på ca 10,5 mas, beräknas den befinna sig på ett avstånd av ca 310 ljusår (ca 96 parsek) från solen.

## Egenskaper
Kappa2 Sagittarii är en blå till vit dubbelstjärna i huvudserien av spektraltyp A1 respektive A6,vilket kombinerat ger spektralklass A5 V. Primärstjärnan har en massa som är ca 85 procent större än solens massa och utsänder från dess fotosfär ca 38 gånger mera energi än solen vid en effektiv temperatur på ca 8 000 K.
Kappa2 Sagittarii A har en följeslagare Kappa2 Sagittarii B av magnitud 7,12 med en omloppsperiod på ca 700 år. Det finns ytterligare två visuella följeslagare: Kappa2 Sagittarii C av magnitud 14,3 separerad med 18,6 bågsekunder vid en positionsvinkel på 266°, år 2000, och  Kappa2 Sagittarii D av magnitud 14,0 med en separation på 29,8 bågsekunder vid en positionsvinkel på 283°, år 2000.